# 大伴是成
大伴 是成（おおとも の これなり、生没年不詳）は、奈良時代から平安時代初期にかけての貴族。官位は従五位上・近衛少将。

## 経歴
桓武朝の延暦10年（791年）従五位下に叙爵する。延暦14年（795年）信濃国介・石川清主が命中しなかったものの矢を射かけられる事件が発生する。まず、従五位下・藤原都麻呂が派遣されて犯人を捜索するも捕らえることができず、次に衛門佐の官職にあった是成が遣わされて、信濃国小県郡人の久米舎人望足に対して尋問を行ったところ、望足は罪状を認め讃岐国への流罪に処された。
延暦18年（799年）兵部大輔兼中衛少将春宮亮の官職にあったが、伝燈大法師位・泰信らとともに淡路国へ派遣され、奉幣して早良親王の霊に謝罪を行う。翌延暦19年（800年）桓武天皇の詔により、早良親王を崇道天皇と称し、井上内親王を皇后に戻して、二人の墓を山陵と改称することになった際、是成は陰陽師や衆僧を引率して、淡路国にある崇道天皇の山陵を鎮め謝罪した。

## 官歴
『六国史』による。
- 時期不詳：正六位上
- 延暦10年（791年） 正月7日：従五位下
- 延暦14年（795年） 4月：見衛門佐
- 時期不詳：従五位上
- 延暦18年（799年） 2月15日：見兵部大輔兼中衛少将春宮亮（春宮・安殿親王）。9月10日：兼下野守
- 延暦19年（800年） 7月23日：見近衛少将兼春宮亮丹波守